# Panicum delicatulum
Panicum delicatulum là một loài thực vật có hoa trong họ Hòa thảo. Loài này được Fig. & De Not. mô tả khoa học đầu tiên năm 1854.